# Johan Heinrich August Teudt
Johan Heinrich August Teudt, född 10 oktober 1816 i Mecklenburg-Schwerin, Kejsardömet Tyskland, död 6 juni 1879 i Gustavi församling, Göteborgs och Bohus län. Han var en pianotillverkare i Köpenhamn 1846-1858, Malmö 1858-1862 och Göteborg 1862-1882.

## Biografi
Teudt föddes 1816 i Schwerin. Han var son till Johann Christian Steffen Teudt (1789-1869) och Sofia Dorothea Elisabeth Steinbach (född 1795). Teudt flyttad 1858 till kvarter 134 i Malmö Karoli församling, Malmö. 1862 flyttade familjen till Göteborgs Domkyrkoförsamling, Göteborg. Teudt tog livet av sig 6 juni 1879.
Han gifte sig med Anna Garimoth (1829-1869). De fick tillsammans barnen Peter Henrik (född 1844), Joakim Fredrik August (född 1848) och Maria Johanna Henrietta (född 1852).

## Bevarade instrument
Ett piano som är tillverkat i Köpenhamn finns bevarat på Valdres Folkemuseum.